# Amelita Alanes
Amelita Alanes (La Carlota, 28 februari 1952) is een Filipijns sprintster.
In 1970 behaalde Alanes een zilveren medaille op de Aziatische Spelen 1970 op de 200 meter.
Alanes nam in 1972 deel aan de Olympische Zomerspelen, op de onderdelen 100 meter sprint, 200 meter en 4x100 meter estafette.
In 1978 won Alanes een bronzen medaille op de Aziatische Spelen op de 4x100 meter estafette.